# جمال زهران
جمال على زهران  (2 سبتمبر 1955م -)، كاتب سياسي مصري، أستاذ العلوم السياسية بجامعة بورسعيد،  مكان الميلاد: شبرا الخيمة - القليوبية، مصر.

## الدرجات العلمية
- دكتوراه الفلسفة في العلوم السياسية - كلية الاقتصاد والعلوم السياسية. جامعة القاهرة - 1988 مع مرتبة الشرف الأولى.
- ماجستير العلوم السياسية - جامعة القاهرة - 1983 امتياز.
- بكالوريوس العلوم السياسية - جامعة القاهرة - 1977 جيد جدا.

## الوظائف
- أستاذ ورئيس قسم العلوم السياسية - كلية التجارة ببورسعيد - جامعة قناة السويس.
- أمين عام الجمعية العربية للعلوم السياسية (ديسمبر 2007).
- أمين عام شعبة العلوم السياسية - نقابة التجاريين.
- عضو اللجنة التنفيذية للجمعية العربية للعلوم السياسية (2000-2007).

## العمل خارج مصر
أستاذ زائر بجامعات (جورج ماسون – وميريلاند، وجورج تاون، وجون هوبكنز، وجورج واشنطن خلال الفترة من 1996 -1999 (الولايات المتحدة الأمريكية).

## العضويات
العضويات في الجمعيات والنقابات والنوادي
1. الجمعية العربية للعلوم السياسية – بيروت.
2. الجمعية المصرية للاقتصاد والتشريع - القاهرة.
3. الجمعية العلمية للسياسات – القاهرة.
4. اتحاد الكتاب – القاهرة.
5. جماعة الإدارة العليا – القاهرة.
6. جمعية خريجى كلية الاقتصاد والعلوم السياسية – القاهرة.
7. نقابة التجاريين.
8. الجمعية الأمريكية للعلوم السياسية – واشنطن.
9. الجمعية الدولية لدراسات المستقبل – واشنطن.
10. المجلس المصري للشئون الخارجية – القاهرة.
11. نقابة المعلمين.
12. المنتدى الاجتماعى المصري – جاردن سيتى – القاهرة.
13. مؤسس ورئيس مجلس إدارة نادى بهتيم بشبرا الخيمة في الفترة من 1980- 1994.
14. مؤسس منتدى القليوبية الثقافي والاجتماعي بشبرا الخيمة عام 2004م، وأول رئيس مجلس إدارة له.

## المؤلفات العلمية
1. قياس قوة الدول واحتمالات تطور الصراع العربي الاسرئيلى، مركز دراسات الوحدة العربية، بيروت، ديسمبر 2006م.
2. ثقافة المقاومة والتحرير في إدارة الصراع العربي الصهيونى، دار الشروق الدولية – القاهرة 2005م.
3. الأصول الديمقراطية والإصلاح السياسى، دار الشروق الدولية، القاهرة، 2005م.
4. الأزمة الكورية: التطور والآفاق، المركز العربي للدراسات، أبوظبي، 2003م.
5. أزمات النظام العربي وآليات المواجهة، دار الشروق، القاهرة، 2001م.
6. مستقبل المعادلات الصعبة في صراع السلام العربي الإسرائيلي، المحروسة للنشر - 2001م.
7. ديناميكية السياسة الخارجية والدور المصري في ظل التحولات الجديدة، المحروسة للنشر -2001م.
8. النظام الدولى بين الاستمرارية والتغيير: دراسة في مشكلات معاصرة، المحروسة للنشر،2001م.
9. ميلاد عالم جديد (مترجم)، الدار الأكاديمية، القاهرة، 2000م.
10. تحديات الممارسة الديموقراطية، المحروسة للنشر القاهرة 2000م.
11. تحديات الجمهورية الثالثة، المحروسة للنشر،2000م.
12. أمن الخليج: محددات وأنماط تأثير العامل الدولى، المركز العربي للدراسات الإستراتيجية، (فرع الإمارات)، 1998 م.
13. العمل العربي الوحدوى وصراع البقاء في نهاية القرن العشرين، المحروسة للنشر- 1997م.
14. النظام الدولى والاقليمى بين الاستمرارية والتغيير، المحروسة للنشر،1996م.
15. من يحكم مصر؟ دراسة في عملية صنع القرار السياسى في مصر والعالم الثالث، الطوبجى للنشر القاهرة، 1994، وحصل هذا الكتاب على جانزة الدولة التشجيعية 1995م.
16. أزمة البحث العلمي في مصر والعالم الثالث، مركز البحوث السياسية، جامعة القاهرة،1991.
17. توازن القوى بين العرب وإسرائيل بين حربى يونية 1967 وأكتوبر1973 ، مكتبة مدبولى، القاهرة، 1989م.
18. السياسة الخارجية لمصر 1970-1981، مكتبة مدبولى، القاهرة، 1987م.

## نشاطات فكرية أخرى
- شارك بالعديد من الأبحاث والدراسات العلمية في منتديات (داخل مصر وخارجها)، وقدم فيها أكثر من (100) بحث علمى.
- كاتب دائم في جريدة الأهرام، والأهرام المسائي، ومجلة الأهرام الاقتصادى، والسياسة الدولية، والعديد من الصحف المصرية المستقلة والمعارضة.
- كاتب دائم في صحف عربية منها عكاظ (السعودية)، والاتحاد (الإمارات) وأخرى.
- كاتب دائم في صحف دولية منها الحياة (لندن)، العالم اليوم (لندن).
- خبير بمركز الدراسات السياسية والإستراتيجية - الأهرام.[12]
- أستاذ زائر بأكاديمية ناصر العسكرية.
- خبير لدى العديد من مراكز البحث الإستراتيجية في مصر والعالم العربي.
- أستاذ محاضر بمعهد العلوم الإستراتيجية - القاهرة.
- محلل سياسى بالعديد من القنوات الفضائية عديدة منها: (الجزيرة – أبوظبي – المنار – العربية – الاخبارية – ANN ، ودريم، والمحور، (B.B.C)، بالإضافة إلى التليفزيون المصري في بعض الأحيان، وغيرهم.
- كاتب دائم في جريدة الكرامة المستقلة (مصرية) منذ بدء إصدارها عام 2005م، بعمود تحت عنوان (ضوء أحمر).

## الإشراف العلمي
الإشراف العلمي على رسائل الماجستير والدكتوراة والاشتراك في مناقشتها:
1. الإشراف على عدد (25) رسالة ماجستير حتى نهاية عام 2007م.
2. الإشراف على عدد (25) رسالة دكتواره حتى نهاية عام 2007م.
3. افاشتراك في مناقشة العديد من رسائل الماجستير والدكتوراه في العديد من الجامعات المصرية منها، جامعة القاهرة، عين شمس، وأسيوط، والزقازيق، والإسكندرية.
4. الإشراف على العديد من رسائل الماجستير والدكتوراة بأكاديمية ناصر العسكرية وكذا بكلية الدفاع الوطنى، فضلاً عن الاشتراك في مناقشة والحكم على العديد من الرسائل الأخرى بالأكاديمية.
5. الاشتراك في مناقشة رسائل الماجستير والدكتوراه بمعهد الدراسات العربية، جامعة الدول العربية، القاهرة.

## الجوائز
- جائزة الدولة التشجيعية في العلوم السياسية عن كتاب: من يحكم مصر ؟ : دراسة في صنع القرار السياسى في مصر والعالم الثالث لعام 1995/1996م.
- جائزة المركز الأول في ´´المقال السياسى´´ _ المجلس الأعلى للشباب والرياضة، عام 1978م .
- درع نقابة التجاريين تقديرا للمركز القيادى في خدمة المجتمع، عام 1985م .
- جائزة التفوق (المركز الأول) على مستوى الجمهورية في المسابقة الثقافية الفكرية بعنوان «التكامل المصري السودانى»، المجلس الأعلى للشباب والرياضة، مايو 1984م.
- شهادة التفوق في مسابقة شباب الجامعات في موضوع «السادس من أكتوبر نقطة انطلاق في حياة الأمة العربية»، وزارة التعليم العالي، يوليو 1975م.
- جائزة الأهرام لنادى الكتاب لعام 2003م عن كتاب «أزمات النظام العربى وآليات المواجهة»، الصادر عام 2002م عن دار الشروق (يناير 2003م).
- جائزة التميز (الأستاذ الجامعى المثالى) لعام 2004م من نقابة المعلمين (ديسمبر 2004م).
- جائزة التميز (الأستاذ الجامعى المثالى) لعام 2006، والتميز في الأداء البرلمانى الرفيع كعضو مجلس الشعب وفي مقدمة الداعمين لقضايا المعلمين خاصة (كادر المعلمين وتكليف خريجى كليات التربية بالتعيين في وظائف التعليم (المختلفة)، نقابة المعلمين، القاهرة، (3 ديسمبر 2006م).

## وصلات خارجية
- الموقع الرسمي للنائب.